# Cementiri Revolucionari de Babaoshan
El Cementiri Revolucionari de Babaoshan (xinès simplificat: 八宝山革命公墓, pinyin: Bābǎoshān gémìng gōngmù) és el cementiri de Pequín destinat als herois revolucionaris de més alt rang, alts funcionaris del govern i, en els últims anys, persones considerades de gran importància per les seves contribucions a la societat. En xinès, Babaoshan significa literalment «Les muntanyes dels vuit tresors». El cementiri es troba al districte de Shijingshan, un municipi situat a l'oest de Pequín.

## Història

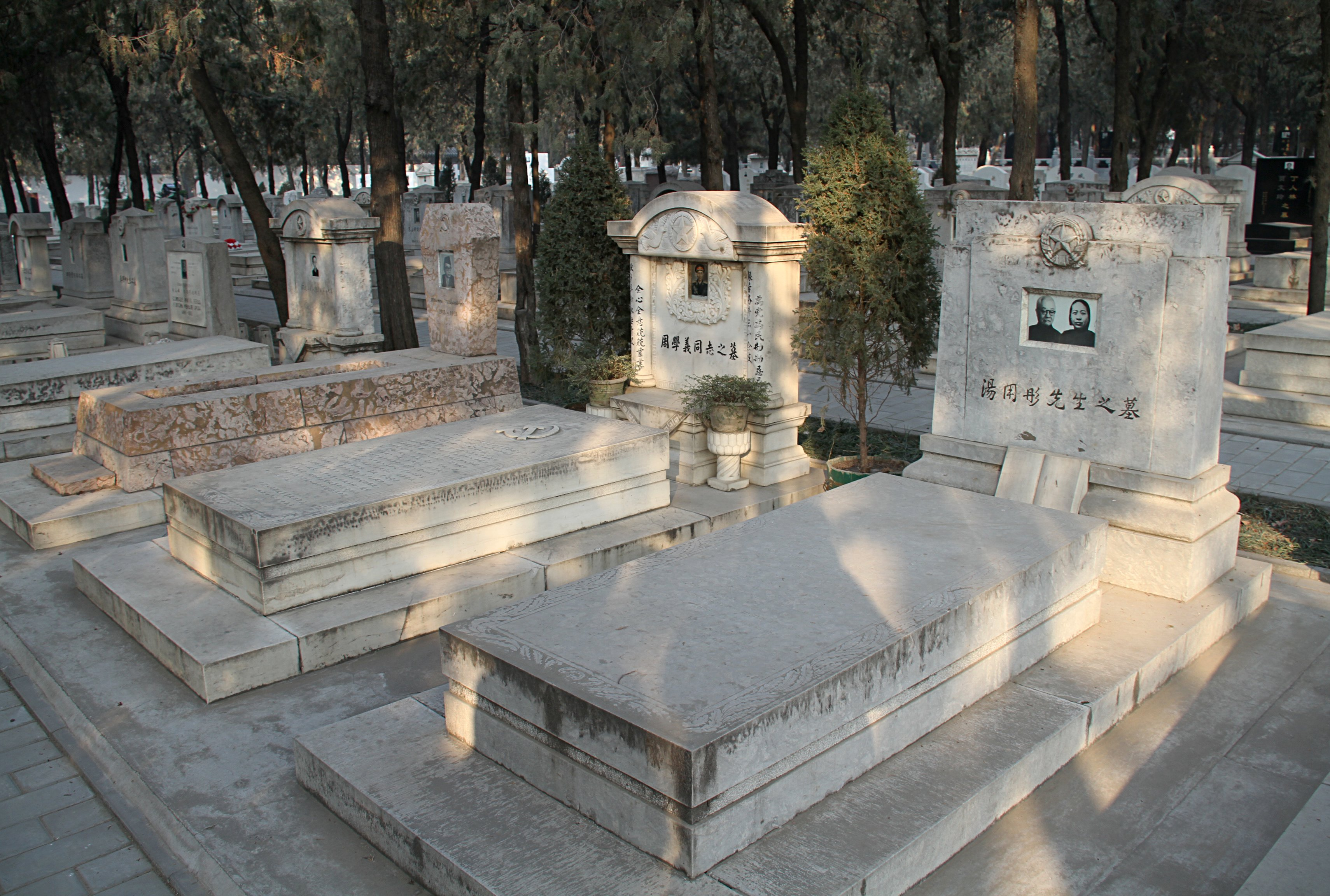
Tombes al cementiri

L'indret es va construir per primera vegada com a temple en honor al general Gang Bing (刚炳), un soldat de la dinastia Ming que es va castrar com a acte d'obediència per l'emperador Yǒnglè. L'emperador va designar l'àrea que envoltava el temple com a lloc de descans final de concubines i eunucs. Amb el temps, el temple taoista es va convertir només en un lloc per a eunucs jubilats, que va romandre durant cinc segles de domini imperial fins que es va reconvertir en honor a l'elit del Partit Comunista Xinès (褒忠护国祠; pinyin: bāo zhōng hù guó cí; «Temple de la lleialtat i defensor de la nació»).

L'últim sacerdot del temple va ser Xin Xiuming (信修明), que estava casat i tenia dos fills. A causa de les dures condicions de vida de la Xina rural, Xin Xiuming, quan tenia 19 anys i malgrat l'oposició de la seva família, es va castrar i es va convertir en eunuc de Pu Yi. Després de l'establiment de la República de la Xina, Xin Xiuming va abandonar la Ciutat Prohibida i va anar a viure al temple. 

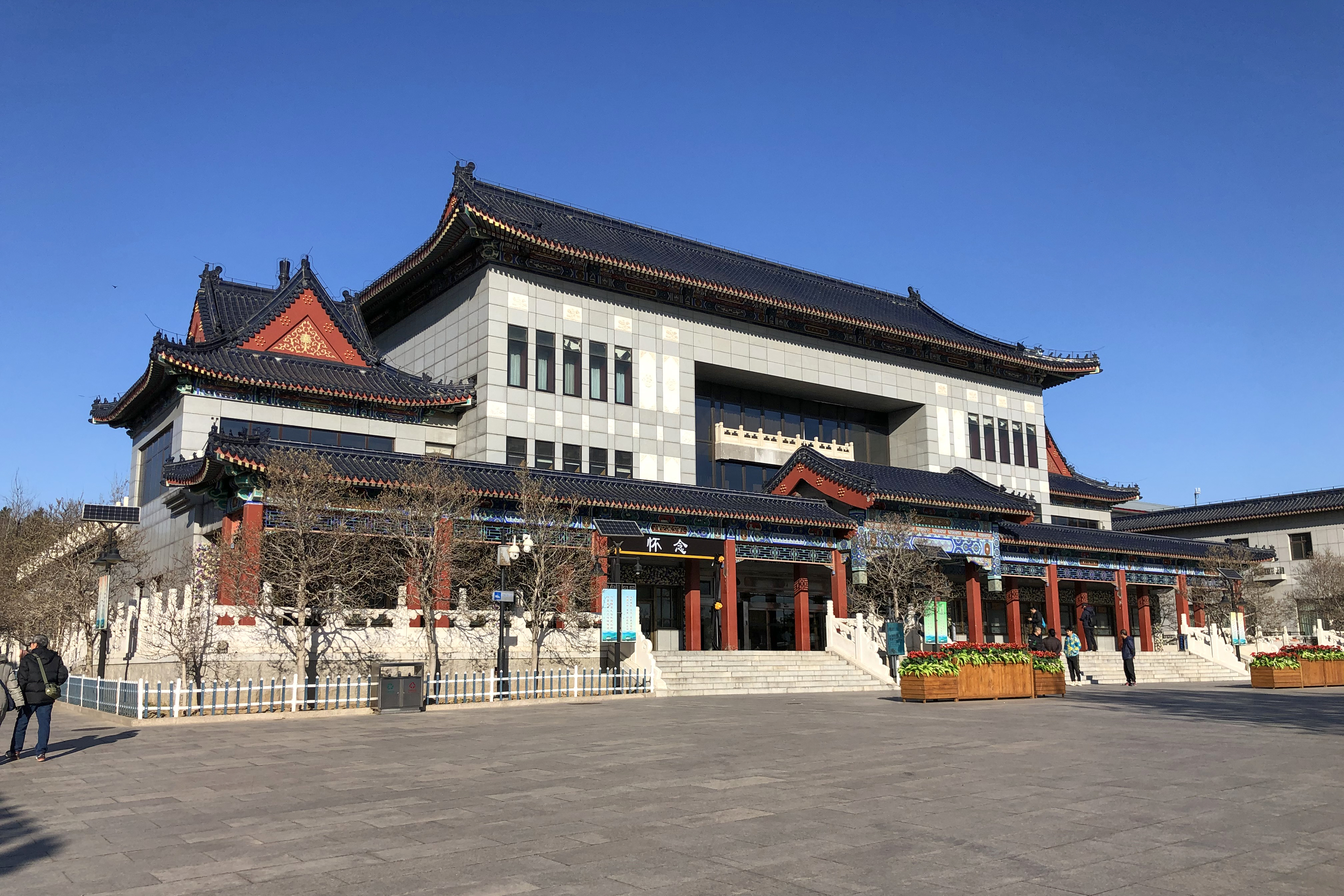
El crematori de Babaoshan

Israel Epstein, un jueu comunista que va emigrar a la Xina, va ser honrat i incinerat a Babaoshan el 2005. El gener de 2010, vuit persones (quatre membres de la missió de pau de l'ONU i quatre delegats xinesos) que van morir al terratrèmol d'Haití de 2010 també van ser sepultades a Babaoshan com a màrtirs. El 5 de desembre de 2022, l'antic president xinès i líder suprem de 1989 a 2002 Jiang Zemin va ser incinerat al crematori en preparació del seu funeral d'estat.